# Иосиф (Бакарджиев)
Митрополи́т Ио́сиф (болг. Митрополит Йосиф, в миру Йордан Рафаилов Бакарджиев, болг. Йордан Рафаилов Бакърджиев; 1 января 1870, Тырново — 30 апреля 1918, София) — епископ Болгарской православной церкви, митрополит Тырновский.

## Биография
Родился 1 января 1870 года в Тырнове в бедной семье. Первоначальное образование получил в Горной Оряховице.
В 1887 году поступил послушником в монастырь Святой Троицы. Пострижен в монашество с именем Иосиф епископом Парфением (Ивановым), ректором Петропавловской духовной семинарии.
Обучался в Самоковском духовном училище, получая стипендию от князя Фердинанда. Обучение завершил в 1892 году.
Продолжил образование в Богословском факультете Мюнхенского университета, после чего уехал в Женеву.
По возвращении в Болгарию, на 1 января 1899 года назначен за протосингелом Софийской митрополии. 4 июля рукоположен в сан иеромонаха митрополитом Софийским Парфением (Ивановым).
24 апреля 1904 года, согласно решению Священного Синода, возведён в сан архимандрита.
Исполнял должности протосингела Софийской митрополии до 5 сентября 1905 года, а после управлял Старозагорской епархией.
29 июля 1909 года рукоположён во епископа с титулом Драговитийский. Епископ Иосиф лично совершал богослужения в дворцовом параклисе.
В 1912 году Священный Синод назначил его руководителем на военного православного духовенства со званием офицерского кандидата.
29 сентября 1914 года епископ Иосиф был избран митрополитом на вдовствующую Тырновскую кафедру.
Во время Балканских и Первой мировой войн был начальником военного духовенства Болгарии. Занимая эту должность, проявил много такта и умения, благодаря чему стал хорошо известен в военных кругах.
Скончался 30 апреля 1918 года в Софии. Был погребён в Тырновском Патриаршем Свято-Троицком монастыре.